# نور ناجي
نور ناجي روائية ومؤلفة وكاتبة سيناريويمنية. أصدرت أول روايتها عام 2019 بعنوان تحت اللثام.

## أعمالها

### المسلسلات التلفزيونة
- 2023 مسلسل العالية. العمل: مؤلف[3]
- 2023 مغامرات نشوان 2. العمل: سيناريو وحوار
- 2022 مغامرات نشوان 1. العمل: سيناريو وحوار[4]